# Pierre Chaunu
Pour les articles homonymes, voir Chaunu.
 (janvier 2024).
- Si vous ne connaissez pas le sujet, laissez ce bandeau (vous pouvez alors contacter les auteurs).
- Si vous supprimez le contenu mis en cause (vous pouvez préalablement contacter les auteurs),

argumentez précisément cette suppression dans la page de discussion
(un manque de référence n'est pas un argument ; une recherche réelle de référence doit avoir été effectuée, être formellement documentée).
 (janvier 2024).
Améliorez-le ou discutez des points à vérifier. 
Pierre Chaunu, né le 17 août 1923 à Belleville-sur-Meuse et mort le 23 octobre 2009 à Caen, est un historien français.
Spécialiste de l'Amérique espagnole et de l’histoire sociale et religieuse de la France de l'Ancien Régime (XVIe, XVIIe et XVIIIe siècles), grande figure française de l'histoire quantitative et sérielle, cet agrégé d'histoire et docteur ès lettres a été professeur à l'université Paris IV, membre de l'Institut et commandeur de la Légion d'honneur. Protestant engagé à l'extrême droite, il a dénoncé le déclin démographique de l'Occident. Il a longtemps écrit dans Le Figaro et animé une émission hebdomadaire sur Radio Courtoisie.

## Biographie

### Enfance
Pierre René Chaunu est né le 17 août 1923 à Belleville-sur-Meuse. Il commence son autobiographie par « Je suis né près de Verdun ». Il se déclare sans ambages « fils » de la bataille de la Meuse. En effet, à 9 ans, ce jeune lorrain, orphelin de mère, accomplissait régulièrement le trajet de Metz à Verdun, en particulier de la banlieue messine de Longeville-Lès-Metz, où il vit chez son oncle à Ban-Saint-Martin vers la terre de ses grands-parents maternels. Lors de ce périple, il pouvait observer la contrée encore meurtrie des terribles combats de 1916.
Son père militaire, employé du chemin de fer, affecté au génie des forts, Jean Chaunu est issu d'une famille du Sud-Ouest, installée sous les contreforts du massif central, en Corrèze. Ce méridional des châtaigneraies a épousé à Fougères en février 1916 la jeune Héloïse Charles, dernière fille d'un couple d'agriculteurs meusiens, descendants de laboureurs, producteurs de blé de l'ancien Barrois, et repliée en Bretagne. Pierre a été élevé par son oncle Albert Muna, officier de carrière et son épouse Eugénie, tante paternelle, puisque sa mère est morte neuf mois après sa naissance, et son père, militaire de carrière, vivait le plus souvent aux abords des garnisons, où il avait été nommé. Albert Muna, né ariégeois en octobre 1880 et décédé en 1933, est son autre véritable père méridional. Sa jeunesse s'est déroulée dans le cadre d'une éducation structurée par ce couple.
Il vit sa première période scolaire habitant au domicile des Muna au Ban-Saint-Martin près de Metz jusqu'à ses quinze ans. Après la dispari
tion de son oncle, il s'intéresse à l'histoire et suit avec enthousiasme ses premiers cours d'histoire au lycée de Metz. Chaunu a dit avoir été passionné par l'histoire dès sa jeunesse, entourée par presque toutes les périodes historiques. Il a grandi entre la banlieue de Metz et Verdun où vivaient ses grands-parents maternels. Le jeune historien en herbe y connaissait les terrains où avaient combattu les armées françaises et allemandes. Dans cette Lorraine, la Guerre franco-allemande de 1870, le passé médiéval lorrain de la grande ville impériale de Metz ont beaucoup influencé l'historien.
Mais l'élément décisif qui marque ses premières pas vers sa croyance et le conduit sérieusement vers les études d'histoire se placerait dans son enfance avec les disparitions de sa mère (histoire racontée) et de son père de substitution (histoire vécue). La mort a marqué sa vie: Mort de sa mère, de son oncle, et enfin de son fils aîné Marc à la fin de l'adolescence. L'ultime Faucheuse engendre l'oubli, ce qu'il veut à tout prix empêcher. Il veut enrichir la « mémoire de l'avant » et ainsi faire reculer la mort.
Face au danger allemand pressenti aux frontières lors de l'inquiétante mobilisation de 1938, une partie de sa famille déménage à la ferme de la Rouge-Mare près de Rouen. Le jeune adolescent est accablé, pour ne dire catastrophé, devant cet exode précipité et définitif, qui ruine son premier univers mental, mais il découvre vite les joies de la nature renaissante en Normandie et s'adapte à une vie entre ville et campagne. Sa tante l'emmène vivre à Aulnay-sous-Bois dans la région parisienne en 1939.

### Débuts d'historien
Après le baccalauréat, Pierre Chaunu, jeune homme encore tourmenté, autant épris par l'histoire que par les sciences de la nature ou la biologie, en particulier la physiologie humaine, avait le choix entre des études de médecine et des études d'histoire. Rebuté par son premier contact avec les premières, il se porte sur l'histoire, et de 1940 jusqu'à 1944, il étudie à la Sorbonne. Pendant ses études à Paris, il a été très influencé par de Gaulle en 1940, s'affirmant gaulliste depuis cette année cruciale. Ses choix et opinions suivent ceux du général de Gaulle, et il désapprouve constamment le socialisme français. La lecture de la biographie intime de Luther rédigée par Lucien Febvre est une révélation : elle oriente définitivement sa foi religieuse vers le protestantisme.
En 1945, il est l'élève de Lucien Febvre et de Fernand Braudel, qui exercent sur lui une grande influence. La jeune historienne Huguette Catella devient son épouse le 13 septembre 1947 à Aix-Les-Bains. Il passe l'agrégation et retourne en Meuse pour enseigner au lycée de Bar-le-Duc et vivre une première vie de famille. Il y écrit son mémoire de DES sur Eugène Sue, qui est publié en 1948 et qu'il tient dès la fin des années soixante pour un divertissement.
Chaunu a commencé à trouver sa direction avec ses recherches sur l'Amérique Latine et son Que sais-je ? paru en 1949.
En 1948, Pierre Chaunu et son épouse Huguette aident Lucien Febvre à créer la VIe section de l'École pratique des hautes études. La lecture du livre de Febvre Un destin. Martin Luther avait marqué Chaunu qui se convertit au protestantisme.
Entre 1948 et 1951, il est pensionnaire à la Casa Vélasquez, séjournant à Séville et Madrid pour ses recherches. Celles-ci portent sur le Pacifique et l'Atlantique et les échanges économiques entre les continents. Il publie deux livres sur ses recherches : Séville et l'Atlantique (1955-1960) composé de douze volumes, qui est un commentaire et une interprétation de l'histoire de l'Amérique espagnole et des échanges transocéaniques, qui sont les échanges les plus importants de l'époque moderne, et Le Pacifique (1960-1966).
De 1951 à 1956, il est professeur d'histoire au lycée de Vanves. Puis de 1956 à 1959, il est détaché comme attaché de recherches au CNRS. En 1959, il est chargé de cours à l'université de Caen puis nommé professeur en 1962. Après Séville, le jeune couple songe à s'installer à Caen, emménageant dans le centre ville en 1961.
Il soutient sa thèse en 1954. Celle-ci se compose des recherches qu'il avait faites en Espagne avec son épouse et de son livre, Séville et l'Atlantique, qui est sa thèse principale. Ce travail sert plus tard à Berkeley et ce dernier sert encore à Chaunu pour sa conclusion. En effet, dans ses larges recherches rassemblés dans Séville et l'Atlantique, Chaunu formule l'hypothèse que le « retournement conjoncturel du début du XVIIe siècle, traduit par une nette rupture tendancielle du trafic de l'Atlantique (est) provoqué par le détournement d'une grande partie de la production d'argent américain en faveur de la Chine ». Mais ses recherches montrent que l'hypothèse n'est pas correcte car la conjoncture du Pacifique est semblable à celle de l'Atlantique. À la fin de ses recherches, il conclut que la diminution des échanges est due à une catastrophe démographique dont l'origine est probablement la rencontre des Européens immunisés avec les indigènes fragiles. Cette conclusion l'amène à se pencher sur la démographie historique.
Après cela, il s'oriente vers des fonctions à l'université. En 1961, il est titularisé et fait partie de l'école des Annales. Il continue de publier des recherches sur l'Espagne et l'Amérique pendant vingt ans. En 1964, il participe à la création des Annales de démographie historique.
En 1968 lors des manifestations d'étudiants, Chaunu se sent obligé de prendre position. Il suit la droite et demande alors des réformes. Il souhaite maintenir le système tout en le restaurant au fur et à mesure. Mais, comme il le déclare lui-même dans son essai d'égo-histoire, cette année l'a beaucoup influencé. Il est déçu par les étudiants, il considère qu'ils sabotaient tous les efforts des historiens de faire avancer la science.
En février 1979, il fait partie des 34 signataires de la déclaration rédigée par Léon Poliakov et Pierre Vidal-Naquet pour démonter la rhétorique négationniste de Robert Faurisson.

### Un des artisans du développement de l'histoire quantitative
Pierre Charnu fonde en 1966 le centre de recherche d'histoire quantitative ou CRHQ qui contribue, avec son équipe de jeunes historiens, Pierre Gouhier, Jean-Pierre Bardet, Hugues Neveu, Jean-Marie Vallez, Jean-Marie Gouesse et bien d'autres, à la publication de l'Atlas historique de Normandie, ce qui stimulent les Annales de Normandie et les Cahiers des Annales de Normandie. Il initie de nombreuses enquêtes sur l'histoire de la Normandie, dirige un nombre considérable de mémoires avant d'en produire des synthèses. Il mène ensuite l'enquête historique sur le bâtiment dans l'économie traditionnelle (1971).
Ainsi Pierre Chaunu s'est intéressé au développement démographique en Europe, avec une vue différente après avoir connu le développement démographique en Amérique espagnole. Par conséquent il présente un système complexe qui s'organise autour de la modification fondamentale, du XIIe au XVe siècle, de la mutation de l'âge au mariage. Autour de ce sujet il a publié de nombreux ouvrages comme L'Europe classique (1966), L'Europe des Lumières (1971), Histoire, sciences sociales (1974), Un futur sans avenir (1979) et Histoire et imagination (1980). Mais beaucoup d'articles ont également paru, la plupart dans Histoire quantitative, histoire sérielle. Dans son livre Histoire, sciences sociales, Chaunu a une réflexion méthodologique qui décrit sa propre pensée historique. Il essaie de faire une description de l'avenir avec les éléments du présent. Il intègre dans cet ouvrage l'histoire économique qui rend compte des problèmes de méthodes, ainsi que la démographie historique qui rend possible une mesure des comportements des hommes par rapport à la mort, ce qui débouche sur une nouvelle méthode et une nouvelle voie de recherche. Il essaie également d'incorporer une histoire culturelle sérielle tout en plaçant ses recherches sous le signe du changement. Il s'interroge sur les raisons et les conséquences du choc démographique en Europe. L'Europe classique est représentatif pour tous les thèmes auxquels Chaunu porte un certain intérêt car il y intègre l'histoire économique mais aussi la démographie historique, la révolution scientifique et religieuse. De plus c'est un travail de synthèse correspondant à la nouvelle histoire avec un nouveau style d'écriture. Dans L'Europe des Lumières, Chaunu commence à intégrer l'analyse culturelle ainsi qu'une réflexion sur la croissance, il associe les hypothèses et les recherches.
La chute démographique de 1973 a inspiré Pierre Chaunu dans ses recherches de prospective — l'étude de l'évolution d'une société dans un avenir proche — avec le temps qui passe comme principal enjeu. En publiant De l'histoire à la prospective en 1975, il fait une première analyse historique du présent. Dans ce livre, ainsi que dans Le refus de la vie (1975) et La peste blanche (1976), il prédit le déclin démographique en Europe et en France, et en profite pour signaler que cela peut être dans l'avenir une conséquence de l'avortement. Selon lui, l'exemple tragique des Amérindiens après la conquête espagnole montre que les civilisations sont mortelles, notamment par implosion démographique.
Pendant toutes ces années de recherches, Pierre Chaunu s'est appuyé sur trois axes de travail : la synthèse, une recherche de quantification du difficilement quantifiable et l'axe professionnel.

### Histoire sociale et religieuse en France
L'histoire de la France est un sujet qui a beaucoup touché Pierre Chaunu. Il dit lui-même que la plupart des études qu'il a dirigées portent sur la France. Il s'intéresse à l'histoire de la France  et à l'Ancien Régime. Dans ses recherches et publications sur la France il se dit être en quête de l'identité de la France en ayant toujours en tête les souvenirs de son enfance et les images qui montrent les traces de la Première Guerre mondiale. Ses recherches sont un mélange d'histoire quantitative et d'histoire sociale comme le montrent ses livres. En effet, L'histoire de la sensibilité des Français à la France, Histoire de France, Grande Chronique de Saint Denis, France, La Mort à Paris ou encore Trois mille foyers parisiens aux XVIIe et XVIIIe siècles démontrent son patriotisme et son attachement à son pays natal. Dans ces œuvres il s'intéresse aussi à l'histoire des attitudes, à l'histoire culturelle de la mort, il mesure les comportements saisis dans les testaments parisiens, il s'intéresse aux rapports à l'enfant avec l'exemple de Louis XVIII et à la manière de vivre de la population.
Puis il commencera à s'intéresser plus particulièrement à la religion et un peu à la philosophie. Là encore, beaucoup d'articles verront le jour comme Le temps des réformes, Culture et société, La mémoire et le sacré, La violence de Dieu, etc.

## Opinions
En parallèle avec son travail, Pierre Chaunu s'engage activement contre la législation de l'avortement en 1975.
En 1960, pendant la Guerre d'Algérie, il signe le Manifeste des intellectuels français pour la résistance à l'abandon, en soutien à la répression contre les indépendantistes algériens. 
Son épouse est protestante. Lui-même se convertit au protestantisme à l'âge adulte, et devient prédicateur laïc à Courseulles-sur-Mer. Il défend des positions pour la défense de la famille, le refus de l'avortement, le respect de la vie,, et libérales, notamment dans une chronique qu'il a longtemps tenue pour Le Figaro, et dans son émission de Radio Courtoisie, Les Mardis de la mémoire (jusqu'en 2004).
En 1979, il participe, selon Alain de Benoist, à la rédaction sous le pseudonyme collectif de « Maiastra » de Renaissance de l'Occident ?, paru chez Plon.
Dans les années 1980, il a écrit dans la revue du Carrefour de l'horloge, Contrepoint, groupe auquel il a appartenu.
En juin 1987, il signe un appel d'universitaires en faveur d'une réforme de la nationalité française.
Il a appartenu au comité d'honneur du Cercle national Jeanne-d'Arc, affilié au Front national.

## Postérité et influence
Durant toutes ses années d'activité, Pierre Chaunu est membre des élus du CNRS et actif dans différents conseils de l'université. Il n'est pas seulement historien mais aussi journaliste, chroniqueur à la radio et à la télévision, polémiste et homme de médias. Il est professeur d'histoire moderne à la Sorbonne jusqu'à sa retraite. Pendant vingt-six ans d'université, il a participé à plus de quatre cents jurys de thèses et dirigé plus de quatre cents mémoires de maîtrise. En 1974, il fut cofondateur de la Faculté libre de théologie réformée d'Aix-en-Provence, devenue de nos jours Faculté Jean Calvin, et y professa.
Il est élu membre de l'Académie des sciences morales et politiques, section V — histoire et géographie, fauteuil 5, en 1982, et devient son président en 1993.
Emmanuel Le Roy Ladurie salue la « puissance intellectuelle exceptionnelle » de Pierre Chaunu, considérant que « les grandes synthèses qu’il a réalisées pour la collection Arthaud consacrée aux « Grandes Civilisations » et qui ont porté sur l’Europe classique et l’Europe des Lumières demeurent des chefs-d’œuvre d’histoire totale ».
Maurice Agulhon a critiqué l'approche de la Révolution française de Pierre Chaunu : dans une contribution aux Essais d'ego-histoire coordonnés par Pierre Nora (Gallimard, 1987), Chaunu évoque « notre "Révolution", mythifiée comme nombril du monde et récitée comme on entendait, dans ma jeunesse, braire l'âne du moulin à l'angle du chemin creux », notamment la qualification de « génocide » attribuée par Chaunu à la guerre de Vendée,.
Père de six enfants, dont l'historien Jean Chaunu et le dessinateur de presse Emmanuel Chaunu, l'historien meurt le 22 octobre 2009 à son domicile de Caen et il est inhumé au cimetière Saint-Gabriel. Huguette Chaunu et ses enfants, ayants droit de Pierre Chaunu, ont fait don en 2012 de ses papiers aux Archives départementales du Calvados. Huguette Chaunu est morte en 2022 à 99 ans.

## Publications
- Eugène Sue et la Seconde République, Paris, PUF, 1948.
- Histoire de l'Amérique latine, Paris, PUF, coll. « Que sais-je ? », no 361, 1949 ; Réédition en 2009 .
- Séville et l'Atlantique (1504-1650), Paris, SEVPEN, 12 volumes, 1955-1960.
- Les Philippines et le Pacifique des Ibériques, Paris, SEVPEN, 2 volumes, 1960-1966.
- L'Amérique et les Amériques de la préhistoire à nos jours, Paris, Armand Colin, 1964.
- La Civilisation de l'Europe classique, Paris, Arthaud, 1966.
- L'Expansion européenne du XIIIe et XVe siècles, Paris, PUF, 1969.
- Conquête et exploitation des nouveaux mondes, Paris, PUF, 1969 .
- La Civilisation de l'Europe des Lumières, Paris, Arthaud, 1971, prix Marie-Eugène Simon-Henri-Martin de l’Académie française en 1972
- (coll.) La independencia en el Perú, Lima, Instituto de Estudios Peruanos, 1972.
- L'Espagne de Charles Quint, Paris, SEDES, 2 volumes, 1973.
- Démographie historique et système de civilisation, Rome, EFR, 1974.
- Histoire, science sociale, Paris, SEDES, 1974.
- Le Temps des Réformes, Paris, Fayard, 1975.
- De l'histoire à la prospective, Paris, Robert Laffont, 1975.
- Le refus de la vie. Analyse historique du présent, Calmann-Lévy, 1975.
- La Mémoire de l'éternité, Paris, Robert Laffont, 1975.
- Les Amériques, XVIe et XVIIIe siècles, Paris, Armand Colin, 1976.
- La peste blanche (avec Georges Suffert), Paris, Gallimard, 1976.
- Séville et l'Amérique aux XVIe et XVIIIe siècles, Paris, Flammarion, 1977.
- La Mort à Paris (XVIe et XVIIe siècles), Paris, Fayard, 1978.
- Histoire quantitative, histoire sérielle, Paris, Armand Colin, 1978.
- Le sursis, Paris, Robert Laffont, 1978
- La mémoire et le sacré, Pluriel, Calmann-Lévy, 1978
- La France ridée, Paris, Pluriel, 1979
- Un futur sans avenir, Histoire et population, Calmann-Lévy, 1979
- Histoire et imagination. La transition, Paris, PUF, 1980.
- Église, culture et société. Réforme et Contre-Réforme (1517-1620), Paris, SEDES, 1980.
- Histoire et Décadence, Paris, Perrin, 1981.
- La France. Histoire de la sensibilité des Français à la France, Paris, Robert Laffont, 1982.
- Pour l'histoire, Paris, Perrin, 1984.
- L'Aventure de la Réforme. Le monde de Jean Calvin, Paris, Desclée de Brouwer, 1986.
- Apologie par l'histoire, Paris, Œil, 1988.
- Le Grand Déclassement, Paris, Robert Laffont, 1989.
- 3 millions d'années, 80 milliards de destins, Paris, Robert Laffont, 1990.
- Reflets et miroir de l'histoire, Economica, Paris, 1990
- avec Ernest Labrousse, Histoire économique et sociale de la France. Tome 1, 1450-1660, PUF, « Quadrige », 1993.
- Colomb ou la logique de l'imprévisible, Paris, F. Bourin, 1993  (ISBN 9782876861527)
- L'héritage : au risque de la haine, Aubier, 1995, 380 p.  (ISBN 9782700722635)
- (coll.), Baptême de Clovis, baptême de la France, Paris, Balland, 1996.
- (coll.), Le Basculement religieux de Paris au XVIIIe siècle, Paris, Fayard, 1998.
- avec Michèle Escamilla, Charles Quint, Paris, Fayard, 2000, 854 p.  (ISBN 978-2213603940)
- avec Jacques Renard, La femme et Dieu, Paris, Fayard, 2001, 572 p.  (ISBN 9782012791350)
- avec Huguette Chaunu et Jacques Renard, Essai de prospective démographique, Paris, Fayard, 2003.
- Des curés aux entrepreneurs : la Vendée au XXe siècle, Centre vendéen de recherches historiques, 2004, 800 p.  (ISBN 978-2911253195)
- Le livre noir de la Révolution française, Cerf, 2008, 882 p.  (ISBN 978-2-204-08160-3).

### Direction de collection
- Alexandre le Grand. Monnaies, finances et politique, PUF, « Histoires », 2003
- Les textes judéophobes et judéophiles dans l'Europe chrétienne à l'époque moderne, PUF, « Histoires », 2000
- La grande guerre chimique (1914-1918), PUF, « Histoires », 1998
- Une sainte horreur, ou le voyage en eucharistie, PUF, « Histoires », 1996
- L'impossible code civil, PUF, « Histoires », 1992
- Histoire des Juifs en Pologne du XVIe siècle à nos jours, PUF, « Histoires », 1992
- Richelieu et Olivarès, PUF, « Histoires », 1991
- La naissance de l'intime, PUF, « Histoires », 1988

## Distinctions

### Décoration
- Commandeur de la Légion d'honneur
- Commandeur de l'ordre des Palmes académiques (1987)[46].

### Prix
- Prix de Loubat 1962 pour Séville et l'Atlantique (1504-1650)[47].
- Prix Renaissance des lettres 1977 pour Le Refus de la vie[48].
- Grand prix Gobert 1982 pour Histoire et Décadence.
- Prix Jean-Ferré 2009.